# Zoran Živković (écrivain)
 (mai 2020).
Si vous disposez d'ouvrages ou d'articles de référence ou si vous connaissez des sites web de qualité traitant du thème abordé ici, merci de compléter l'article en donnant les références utiles à sa vérifiabilité et en les liant à la section « Notes et références ».
Cet article concerne l'écrivain Zoran Živković. Pour les autres personnes portant ce nom, voir Zoran Živković.
Zoran Živković (cyrillique serbe : Зоран Живковић, prononcer zɔ̌ran ʒǐːv̞kɔv̞it͡ɕ), né le 5 octobre 1948 à Belgrade, est un écrivain, essayiste, chercheur, éditeur et traducteur de serbe.

## Biographie
Zoran Živković a été diplômé en théorie de la littérature par le Département de Littérature Comparative de l'Université de Belgrade, Faculté de  Philologie en 1973. Son mémoire intitulé « Anthropomorphisme et thème du premier contact dans les œuvres de Arthur C. Clarke » ("Antropomorfizam i motiv prvog kontakta u delima Artura Klarka") lui a permis de recevoir son master en 1979. Son doctorat lui a été délivré en 1982 par la même université, après la présentation de sa thèse « L'apparition de la science-fiction comme un genre littéraire » ("Nastanak naučne fantastike kao žanra umetničke proze")
Du milieu des années 1970 jusqu'au début des années 1990, Zoran Živković a été très impliqué dans le monde de la science-fiction au travers de différentes activités. Il a été éditeur en fondant la Société Polaris, traducteur d'une vingtaine de livres, essentiellement de l'anglais, écrivain de plusieurs recueils d'essais et chercheur pour réaliser son Encyclopédie de la Science Fiction, parue en deux tomes. Il a également été l'auteur d'une série d'émissions pour la télévision, dédiée aux films de science fiction et intitulée « l'écran étoilé » .
Depuis, Zoran Živković s'est principalement consacré à l'écriture d’œuvres de littérature générale. Il se définit lui-même comme « un écrivain sans étiquette, un humble praticien du noble et ancestral art de la prose ». Jusqu'à aujourd'hui, il a écrit 20 romans et romans mosaïque, dont certains ont été traduits dans plus de vingt pays, soit un total de 70 éditions.
En 1994 son roman Le cinquième cercle a été récompensé par le prix Miloš Crnjanski.
En 2003, son roman mosaïque La Bibliothèque a reçu le World Fantasy Award du meilleur roman court. En 2007, il a été doublement récompensé, d'une part pour son roman Le Pont avec le prix Isidora Sekulić et avec le prix Stefan Mitrov Ljubiša pour l'ensemble de son œuvre littéraire.
En 2005, la station de télévision de Belgrade RTV Studio B a produit une série Le Collectionneur ("Sakupljač"), adaptée de l'un de ses romans mosaïque Douze collections. En 2007, le cinéaste serbe Puriša Đorđević a tourné le film Deux, inspiré directement de son œuvre. La BBC a adapté deux de ses nouvelles pour la radio, Le train en 2005 et Un réveil sur la table de nuit en 2007.
Depuis 2007, il est professeur à la Faculté de Philologie de l'Université de Belgrade où il enseigne l'écriture créative.

## Œuvres

### Fiction
- Le quatrième cercle (Četvrti krug, 1993) également publié en Russie, États-Unis, Bulgarie et Slovénie.
- Cadeaux temporels (Vremenski darovi, 1997) également publié aux EU, Royaume-Uni, Allemagne, Espagne, République Tchèque, Turquie et Croatie.
- L'écrivain (Pisac, 1998) également publié aux EU, RU et Espagne.
- Le livre (Knjiga, 1999) également publié aux EU, RU, Espagne, Corée du Sud et Grèce.
- Rencontres impossibles (Nemogući susreti, 2000) également publié aux EU, RU, Allemagne, Italie, Espagne, Turquie, Croatie et partiellement au Japon et en Pologne.
- Sept touches de musique (Sedam dodira muzike, 2001) également publié aux EU, RU Allemagne, Espagne, Portugal, Italie, Croatie, Bulgarie et partiellement en Russie et en France.
- La bibliothèque (Biblioteka, 2002) également publié aux EU, RU, Allemagne, Espagne Portugal, Danemark, Japon, Corée du Sud, Turquie, Pologne, Croatie et Slovénie.
- Des pas dans le brouillard (Koraci kroz maglu, 2003) également publié aux EU, RU, Allemagne, Espagne, Slovénie et partiellement en Finlande et en France.
- Caméra cachée (Skrivena kamera, 2003) également publié aux EU, Allemagne et Espagne.
- Le Wagon (Vagon, 2004) également publié aux EU, RU et Japon.
- Quatre histoires avant la fin (Četiri priče do kraja, 2004) également publié aux EU, RU et Japon.
- Douze collections/La maison de thé (Dvanaest zbirki i čajdžinica, 2005) également publié au RU, Japon, Slovénie et Ukraine.
- Le Pont (Most, 2006) également publié au RU et en Slovénie.
- La Bouquineuse (Čitateljka, 2006) également publié au RU, en Suisse (en français), Japon et Slovénie.
- Amarcord (Amarkord, 2007) également publié au RU, Japon, Pologne, Slovénie et partiellement aux EU et au Canada.
- Le dernier livre (Poslednja knjiga, 2007) également publié au RU, Allemagne, Italie, Hollande, Portugal, Brésil, Corée du Sud, Croatie et Slovénie.
- Les boucles d'Escher  (Esherove petlje, 2008) également publié au RU.
- L'écrivain fantôme (Pisac u najam, 2009) également publié en France, RU, Italie, Portugal et Slovénie.
- Les cinq merveilles du Danube (Pet dunavskih čuda, 2011) publié simultanément en serbe, anglais, allemand, slovaque et hongrois.
- Le grand manuscrit (Nađi me, 2012) également publié et Italie et au Portugal.

### Non fiction
- Contemporains du futur (Savremenici budućnosti, 1983)
- L'écran étoilé (Zvezdani ekran, 1984)
- Premier contact (Prvi kontakt, 1985)
- L'encyclopédie de la Science Fiction I-II (Enciklopedija naučne fantastike I-II, 1990)
- Essais sur la Science Fiction (Ogledi o naučnoj fantastici, 1995)
- Du genre et de l'écriture (O žanru i pisanju, 2010)
- L'écrivain d'argile : formation en écriture créative (Pisac od gline — oblikovati u kreativnom pisanju, 2013)
- Les challenges de la littérature fantastique (Challenges of Fantastika, 2013)

### Anthologies
- Le diable à Brisbane (2005)
- Journées fantastiques à Brisbane (2007)